# Jewhen Huzol
Jewhen Mykolajowytsch Huzol (ukrainisch Євген Миколайович Гуцол, englisch Yevhen Hutsol; * 13. Mai 1990) ist ein ukrainischer Leichtathlet, der im Sprint und im Mittelstreckenlauf an den Start geht.

## Sportliche Laufbahn
Erste internationale Erfahrungen sammelte Jewhen Huzol im Jahr 2011, als er bei den Halleneuropameisterschaften in Paris mit 47,81 s im 400-Meter-Lauf in der ersten Runde ausschied. Anschließend belegte er bei den U23-Europameisterschaften in Ostrava in 46,56 s den siebten Platz. Im Jahr darauf veropasste er bei den Hallenweltmeisterschaften in Istanbul mit der ukrainischen 4-mal-400-Meter-Staffel mit 3:08,92 min den Finaleinzug und bei den Europameisterschaften in Helsinki klassierte er sich mit 3:04,56 min auf dem siebten Platz. 2013 schied er dann bei den Weltmeisterschaften in Moskau mit 3:04,98 min in der Vorrunde aus und bei den Leichtathletik-Hallenweltmeisterschaften 2014 in Sopot wurde er in 3:08,79 min Sechster mit der Staffel. Im August scheiterte er bei den Europameisterschaften in Zürich im Einzelbewerb über 400 Meter mit 46,96 s in der ersten Runde und wurde mit der Staffel im Vorlauf disqualifiziert. 2015 erreichte er bei den Halleneuropameisterschaften in Prag nach 46,73 m Rang fünf. Im Jahr darauf schied er bei den Europameisterschaften in Amsterdam mit 47,35 s im Vorlauf aus und erreichte mit der Staffel nach 3:04,45 min Rang sechs.
2017 schied er bei den Halleneuropameisterschaften in Belgrad über 400 Meter mit 47,77 s in der Vorrunde aus und mit der Staffel belegte er in 3:09,64 min den fünften Platz. Ende August nahm er im 800-Meter-Lauf an der Sommer-Universiade in Taipeh teil und schied dort mit 1:49,97 min im Halbfinale aus. Auch bei den Europameisterschaften im Jahr darauf in Berlin schied er mit 1:47,29 min im Halbfinale aus. 2019 siegte er bei den Balkan-Hallenmeisterschaften in Istanbul in 1:48,52 min und schied anschließend bei den Halleneuropameisterschaften in Glasgow mit 1:50,29 min im Vorlauf aus. Anfang September klassierte er sich bei den Balkan-Meisterschaften in Prawez mit 1:59,56 min auf dem achten Platz. 2020 verteidigte er bei den Balkan-Hallenmeisterschaften in Istanbul mit 1:50,05 min seinen Titel und bei den Freiluftmeisterschaften in Cluj-Napoca wurde er nach 1:51,00 min Fünfter. Im Jahr darauf schied er dann bei den Halleneuropameisterschaften in Toruń mit 1:49,82 min im Vorlauf aus. Ende Juni wurde er bei den Balkan-Meisterschaften in Smederevo in 1:48,12 min Vierter über 800 Meter. 2024 siegte er mit der Staffel in 3:07,16 min bei den Balkan-Meisterschaften in Istanbul.
In den Jahren von 2017 bis 2021 wurde Huzol ukrainischer Meister im 800-Meter-Lauf im Freien sowie von 2018 bis 2020 auch in der Halle. Zudem siegte er 2014 in der 4-mal-100-Meter-Staffel. In der Halle siegte er 2012, 2015 und 2016 über 400 sowie 2016 auch in der 4-mal-400-Meter-Staffel.

## Persönliche Bestzeiten
- 400 Meter: 45,89 s, 11. Juni 2017 in Erzurum
  - 400 Meter (Halle): 46,72 s, 13. Februar 2015 in Sumy
- 800 Meter: 1:46,56 min, 26. Juni 2018 in Kropywnyzkyj
  - 800 Meter (Halle): 1:47,66 min, 3. Februar 2021 in Ostrava